# Днепроэнергия
Днепроэнергия (укр. Дніпроенергія) — село на Украине, находится в Великоновосёлковском районе Донецкой области.
Код КОАТУУ — 1421282403. Население по переписи 2001 года составляет 96 человек. Почтовый индекс — 85520. Телефонный код — 6243.

## Адрес местного совета
85520, Донецкая область, Великоновосёлковский район, с. Комар, ул. Егорова, 19, 97-6-75